# Марказий (стадион, Коканд)
Стадион «Маркази́й» (узб. Qoʻqon «Markaziy» stadioni / Қўқон «Марказий» стадиони) — многофункциональный стадион в городе Коканд Ферганского вилоята Узбекистана. Вмещает 10 500 зрителей, является домашней ареной местного футбольного клуба «Коканд 1912». 
Был построен в конце 1950-х годов, был несколько раз капитально реконструирован. Стадион в разное время носил различные названия, такие как «Комсомол», «Мехнат», «Коканд», стадион «Коканд» имени Мухиддинова.